# Martirologio di Usuardo

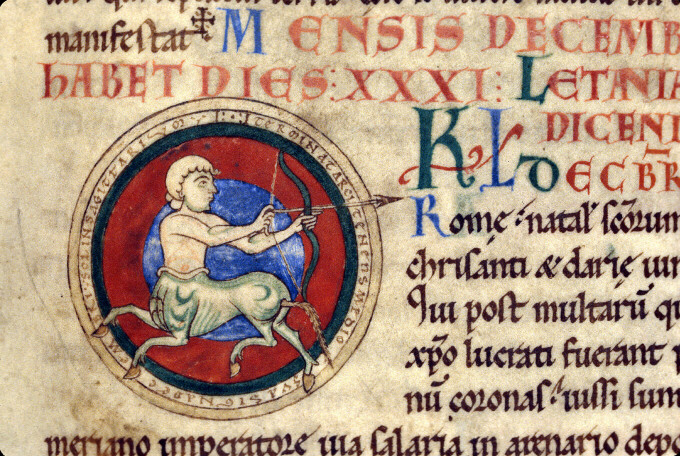
Dettaglio del martirologio di Usuardo, che si trova nella biblioteca di Digione

Il martirologio di Usuardo è un elenco di santi redatto nel IX secolo da Usuardo, un monaco benedettino dell'abbazia di Saint-Germain-des-Prés, vicino a Parigi. Molto ripreso durante il Medioevo, fu la fonte principale per la redazione del Martirologio Romano, primo martirologio ufficiale della Chiesa cattolica.

## Origine
Il compilatore, Usuardo (morto verso il 875), era un monaco benedettino dell'abbazia di Saint-Germain-des-Prés, vicino a Parigi. Senza dubbio maestro o cronista della sua abbazia, Usuardo ha lasciato tra i suoi scritti un martirologio che, verso la fine della sua vita, egli dedicò a Carlo il Calvo. I due martirologi – di Adone e di Usuardo – sono quasi contemporanei e hanno delle somiglianze. Essi non sono indipendenti l'uno dall'altro. Più breve e più adatto all'uso liturgico, quello di Usuardo è una selezione fatta a partire da quello di Adone di Vienne.
Fu così che il martirologio di Usuardo ebbe il favore dei monasteri e delle chiese per tutto il Medioevo. Lo testimoniano le numerose copie fatte, delle quali alcuni esemplari ci sono pervenuti. Questo martirologio sintetizza alcuni elementi del vecchio Martirologio geronimiano, del martirologio di Adone di Vienne e di una versione lionese integrata da quello di Beda, attribuito all'arcidiacono Floro di Lione. Esso contiene 1167 brevi notizie agiografiche.

## Edizioni
Il Martirologio di Usuardo fu stampato per la prima volta a Lubecca nel 1475. Le edizioni che seguirono furono fatte a partire dal manoscritto detto "originale" (ms. Paris, B.N. lat. 13745), considerato il più affidabile anche se non era quello originale.
- Edizione di Jacques Bouillart, Parigi, 1718;
- Edizione di Moleiro, riproduzione del Martirologio di Usuardo, museo diocesano di Gerone, ISBN 978-84-88526-36-6;
- Edizione dei bollandisti (Jean-Baptiste du Sollier), in Acta Sanctorum di giugno, vol.VI;
- Edizione della Patrologia Latina (Jacques Paul Migne), voll. 123 e 124;
- Edizione. Jacques Dubois, Le martyrologe d'Usuard. Texte et commentaire, (Subsidia hagiographica, N°40), Bruxelles, Société des bollandistes, 1965.